# Тишаново
Тишаново е село в Западна България. То се намира на 38 км южно от Кюстендил и на 10 км източно от границата със Северна Македония в община Невестино, област Кюстендил. Разположено е около река „Речица“. Местното население го дели на Долно и Горно Тишаново. Има 27 махали.

## География
Село Тишаново се намира в планински район, в географската област Пиянец.

## История
Бедно балканско село, пръснато по чукарите. До Първата световна война е имало около 300 къщи с население около 1400 жители (днес са останали под 35 души, голяма част от които не живеят постоянно там.) Поради бедността много хора са емигрирали и за се заселили в Северна България, където са купували земя от изселвалите се турци в околиите: Осман пазарска, сега Омуртагска, Еленска, Поповска, Ески джумайска, а сега Търговищка и Преславска.

## Население
Численост и дял на етническите групи според преброяването на населението през 2011 г.:
|                     | Численост | Дял (в %) |
| Общо                | 68        | 100,00    |
| Българи             | 67        | 98,52     |
| Турци               | 0         | 0,00      |
| Цигани              | 0         | 0,00      |
| Други               | 0         | 0,00      |
| Не се самоопределят | 0         | 0,00      |
| Неотговорили        | 0         | 0,00      |

## Обществени институции
Първият кмет на селото е Иван  (Спасов) Тишански. Избран е за такъв след Освобождението (1878).  Той е дядо на футболиста Иван Тишански. По-значима е фигурата на Павел Йовчев (Илиев) (кмет 1927-1929 и виден местен политик и обществен деятел през 20-те  и 30-те години на XX в.)

## Местен Фолклор
Според легенди всяка година в местността "Аязмото"  точно в нощта на Спасовден се появява елен. Появата му е свързана с плодородие и еленът не трябва да бъде убиван, инак това ще навреди на селото. За отбелязване е, че подобна легенда има и в много други български села.

## Културни и природни забележителности
- Вековно дърво „Маргитина дъбица“ дъб на стотици години.
- Читалище „Родина“ (функционира от 1931 до 2009 г., когато изгаря). Спонсор на читалището е местният големец и попски син – Георги поп Иванов (Георги П.Иванов), който по увещание на Павел Йовчев отдава място за направата на читалище.
- До началото на 20 век в селото не е имало училище, черква, или каквито и да е културни учреждения.
- Стара черква, в чиито градеж са участвали трите села – Тишаново, Църварица, и Илия, които навремето са съставлявали една община и тъй като нямали черква със собствени средства построили такава. През 1902 земетресение събаря черквата и населението я построява наново с печени тухли; През 1926 г. покрива на черквата е обновен – турската керемида е заменена с цигли, а малката камбана с голяма камбана
- Следи от стар параклис
- Голям хамбар в местността „Речица“ в който в турско време, турците са събирали населението за да съберат данъка. Именно е там е образувана общината на трите села – Тишаново, Църварица, Илиа с първи кмет – Иван Спасов, наречен Тишански.
- Преди Освобождението в Тишаново е имало училище, което е имало характер на килийно, като на учениците е преподавано по колибите; след Освобождението училището запада, става нещо като музей. Пръв учител в училището е бил Иван Даскала, който съвместявал длъжностите на шивач и учител
- Сред по-първите ученици в това училище са били Панайот Илиев Новаковски, Георги Иванчов Марковски, Иванчо Спасов, Йовчо Илиев, Георги Попов и др.

## Редовни събития
Всяка година на празника на църквата се провежда събор (29 юни – Свети Петър и Павел) в двора на църквата.

## Личности
- Васил Янакиев (1878 – неизв.), учител, общественик, печатар и книжар, кооперативен деятел.
- Павел Йовчев (Илиев) (30.08.1893 – 30.08.1982) – виден общественик, политик, кмет на Тишаново (1927 – 1929), депутат от XXIV ОНС
- Зафир Йовчев (1919-1991) - кмет на с.Илия, в периода 2-8 септември 1944 г., трети по ред син на Павел Йовчев
- Иван Тишански(3 март 1952) е внук на първия кмет на селото, който също се казва Иван Спасов/Тишански (кмет на селото от 1878 – ?); футболист, играл за отборите ЦСКА, Академик, Сливен, Левски (София), Хасково;
- Иван Георгиев Котев (02.11.1933 – 09.04.2007) – Републикански шампион на България по бягане 400 м без препятствия, преподавател по електротехника в техникум Киров – София. Българин покорил пустинята „Сахара“. Живял дълги години в гр. Сепха, във времената когато никой друг освен него не са можели да управляват електрическата мрежа.